# Marie-Paule Pileni
Pour l'île, voir Pileni.
Marie-Paule Pileni, née le 1er juillet 1945 à Tananarive (Madagascar), est une physico-chimiste française spécialisée dans les systèmes colloïdaux complexes et les nanomatériaux. Elle est professeure émérite à Sorbonne Université et membre senior depuis 1999 et ancien administrateur (2004-2011) de l’Institut universitaire de France (IUF).

## Apports scientifiques
Marie-Paule Pileni est reconnue au plus haut niveau international pour ses recherches tant dans le domaine des systèmes colloïdaux complexes que des nanomatériaux  inorganiques et de leurs auto-organisations. D’après Science Watch, elle est, en 2003, la 25e personnalité la plus citée dans le monde dans le vaste domaine des nanotechnologies. Elle recueille 24 028 citations et son indice de Hirsch est de 80.
Elle a publié 450 articles de recherche dans des journaux internationaux de renom (Nature Materials, Advanced Materials, Journal of Physical Chemistry, Physical Review Letters, etc.), 12 articles de vulgarisation scientifique, 22 chapitres de livres et a été rédactrice en chef de deux ouvrages. Elle a présenté son travail dans de nombreuses conférences internationales, ateliers et symposiums sous forme de conférences plénières ou invitées.

## Biographie
Fille de Christophe Pileni administrateur en chef de la France d’outre-mer, et de Marie-Pasquine Micheletti, présidente de la Croix-Rouge française, Marie-Paule Pileni effectue, de 1961 à 1966, ses études à la Maison d'éducation de la Légion d'honneur puis à l'université Pierre-et-Marie-Curie (1967-1969) et à l'université Paris-Sud 11 (1970-1972). Elle y obtient un doctorat de troisième cycle en chimie physique (1969) et un doctorat d’État (1977). Nommée assistante (1969-1974), maître assistante (1974-1983), professeur de deuxième (1983-1990) puis de première classe (1990-1997) et enfin classe exceptionnelle (depuis 1997), elle dirige, entre 1996 et 2000, le  laboratoire Structure et réactivité des interfaces (SRI), une unité mixte université Pierre-et-Marie-Curie - Centre national de la recherche scientifique (CNRS). En 2000, elle crée le Laboratoire des matériaux mésoscopiques et nanométriques (LM2N). Depuis 2004, elle est professeur au Georgia Institute of Technology à Atlanta. Conjointement à ses activités de recherche elle est nommée membre senior de l’Institut universitaire de France, IUF. De plus, elle est auditrice (1987-88)  de l’Institut des hautes études de défense nationale (IHEDN), auditrice (1989) à l’Institut des hautes études de défense européenne et auditrice (1990-1991) à l’Institut des hautes études de la sécurité intérieure (IHESI actuel INHESJ) . De 2012 à 2014 elle est membre du conseil scientifique de la défense.

## Prix et distinctions

### Prix et distinctions scientifiques
- Prix des meilleures citations françaises entre 1981 et 1998 de l’institut d’informations scientifiques.
- 2000 : Prix Langmuir de la société américaine de chimie.
- 2001 : Prix de la Société japonaise de chimie.
- 2002 : Docteur honoris causa de l'École polytechnique Chalmers
- 2003 : Prix Humboldt[8].
- 2003 : Membre de l’Académie européenne des sciences[9].
- 2004 : Prix Descartes-Huygens de l’Académie royale néerlandaise des arts et des sciences[8].
- 2004 : Membre de l’Académie royale des sciences et technologies de Suède.
- 2005 : Médaille Blaise Pascal de l’Académie européenne des sciences[10].
- 2006 : Prix Emilia Valori de l’Académie des sciences[11].
- 2009 : Membre de la Société royale de chimie du Royaume-Uni[12].
- 2010 : Membre de l’Academia Europaea[13].
- 2011 : Subvention de recherche du Conseil européen de la recherche, ERC.
- 2011 : Prix Catalán-Sabatier de la société royale de Chime d'Espagne
- 2012 : Membre de la Société royale des arts et des sciences de Göteborg (Suède)
- 2014 : Lectureship award "Journal Colloid Interface of Science"
- 2016 : Grand Prix Pierre Süe de la Société française de Chimie
- 2017 : Lecture Prize de l' American Chemical Society et de la Société française de Chimie
- 2021 : Marie-Paule Pileni Festschrift- The Journal of Physical Chemistry

### Autres distinctions
- 2022 :  Grand officier de la Légion d'honneur[14] (Officière du 5 novembre 2009, Commandeure du 30 décembre 2016 [15]).
- 2013 :  Commandeure de l'ordre national du Mérite (Officière de 2006).

### Principales publications
- Reverse micelles as hosts for proteins and small molecules ; P.P. Luisi, M. Giomini, M.P. Pileni, B. Robinson ; Biochem. Biophys. Acta. 947, 209-216, (1988).
- Reverse micelles : a microreactors ; M.P. Pileni ; J. Phys.Chem. 97, 6961-6974 (1993).
- Nanosized Particles Made in Colloidal Assemblies ; M.P. Pileni ; Langmuir 13, 3266-3276 (1997).
- Nanocrystals self assemblies: fabrication and collective properties ; M.P. Pileni ; J. Phys. Chem. 105, 3358-3372 (2001).
- Mesostructured Fluids in oil rich regions: Structural and templating approaches ; M.P. Pileni ; Langmuir 17, 7476-7487 (2001).
- Role of soft colloidal templates in the control of size and shape of inorganic nanocrystals ; M.P. Pileni ; Nature Materials 2, 145-150 (2003).
- Control of the size and shape of inorganic nanocrystals at various scales from nano to macrodomains ; M.P. Pileni ; J. Phys. Chem. C 111, 9019-9038 (2007).
- Self-assembly of inorganic nanocrystals: Fabrication and collective intrinsic properties ; M.P. Pileni ; Acc. of Chem. Res. 40, 685-693 (2007).
- Supracrystals of inorganic nanocrystals: An open challenge for new physical properties ; M.P. Pileni ; Acc. Chem. Res. 41, 1799-1809 (2008).
- Analogy Between Atoms in a Nanocrystal and Nanocrystals in a Supracrystal: Is It Real or Just a Highly Probable Speculation? ; N. Goubet, M. P. Pileni ;  J. Phys. Chem. Lett. 2, 1024-1031, (2011).
- Supra and Nano crystallinity : Specific properties related to crystal growth mechanisms and nanocrystallinity ; M.P.Pileni, Acc. Chem. Res. 45, 1965-1972 (2012).
- Coherent Longitudinal Acoustic Phonons in Three-Dimensional Supracrystals of Cobalt Nanocrystals ; I. Lisiecki, D. Polli, C. Yan, G. Soavi, E. Duval, G. Cerullo and M.P. Pileni Nano Lett. 13, , 4914-4919 (2013).
- Nano-supracrystallinity; M.P.Pileni "EPL" 109 58001 (2015).
- Dispersion of Hydrophobic Co Supracrystal in Aqueous Solution N. Yang, Z. Yang, M. Held, P. Bonville, P.A. Albouy, R. Lévy, M.PPileni ACS Nano, 10, 2277–2286 (2016)
- Supracrystalline Colloidal Eggs: Epitaxial Growth and Freestanding Three-Dimensional Supracrystals in Nanoscaled Colloidosom Z.Yang, T. Altantzis, D. Zanaga, S. Bals, G. Van Tendeloo, M.P Pileni J.Amer. Chem.Soc  138, 3493–3500 (2016)
- Impact of the metallic crystalline structure on the properties of nanocrystals and their mesoscopic assemblies. MPPileni Acc. Chem. Res., 50, 1946–1955 (2017)
- Light–heat conversion dynamics in highly diversified water-dispersed hydrophobic  nanocrystal assemblies, A.Mazzanti, Z. Yang, M. G. Silva, N. Yang, G. Rizza, P.E. Coulon, C. Manzonif, A. M. de Paula, G. Cerullo, G. Della Valle and M.P. Pileni   Proc. Natl. Acad. Sci. USA, 116, 8161-8166 (2019)